# 俄里翁級戰艦

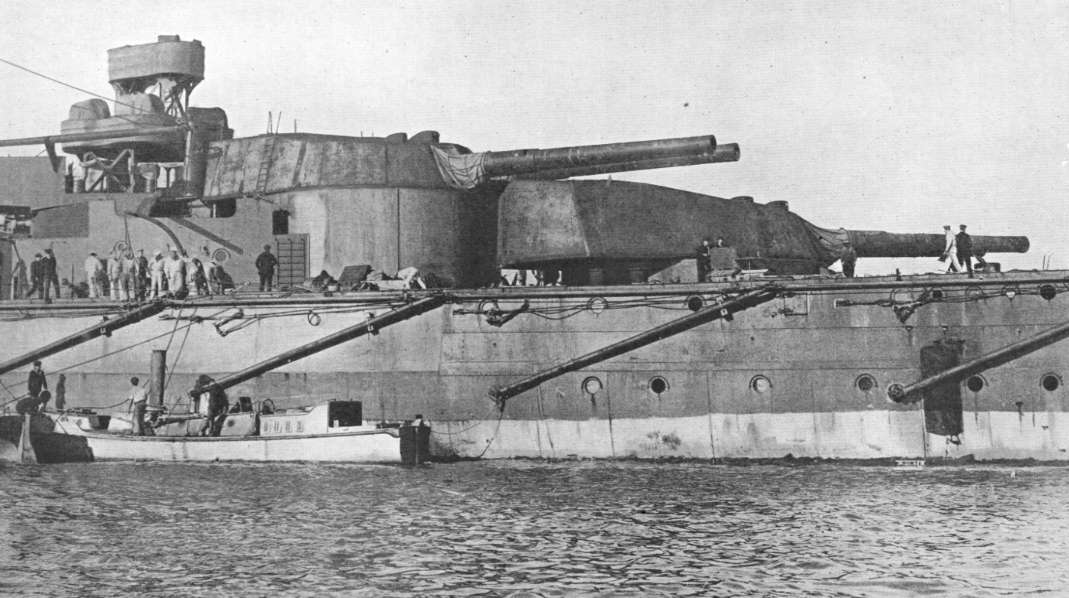
雷神号安装13.5英寸口径主炮的X和Y炮塔

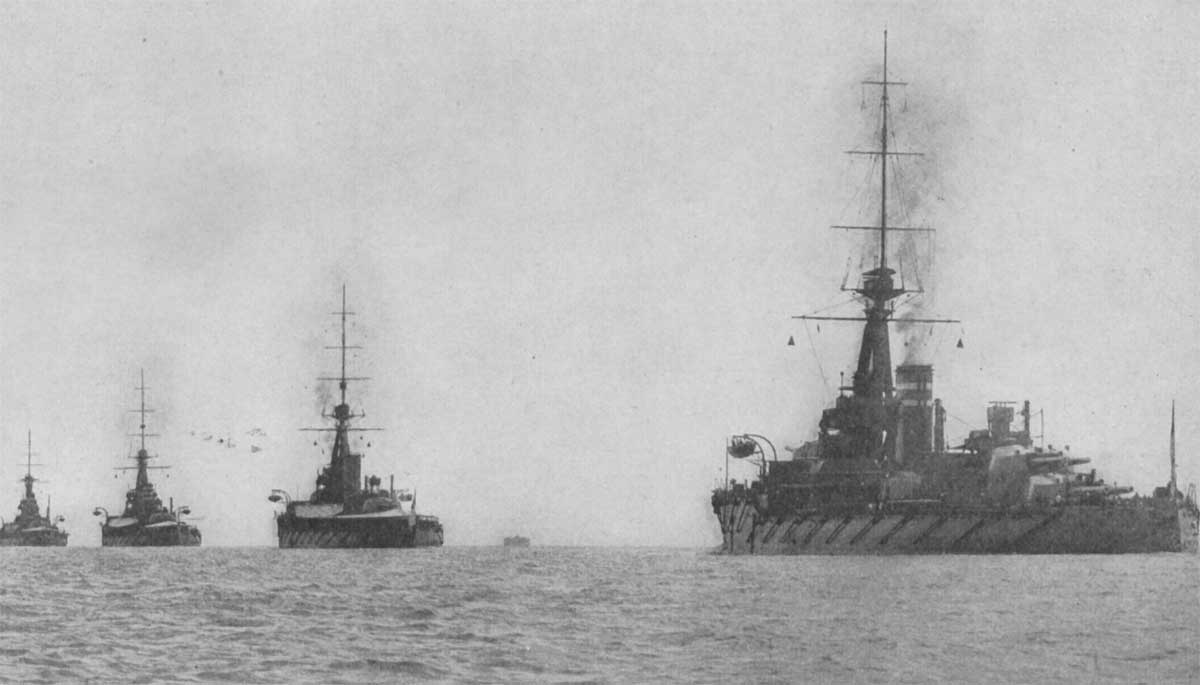
从近至远，征服者号、君主号、雷神号以及英王乔治五世号

獵戶座级战列舰是英国建造的第一级超無畏艦，也是世界上第一艘超无畏舰。

## 战舰概貌
1909年英国为应付与德国之间海军造舰竞赛的压力，通过开工8艘主力舰的庞大追加预算，回应德国海军的挑战。英国皇家海军全新设计的四艘獵戶座级战列舰于1909年11月29日-1910年4月开工，重点提升了火力，与以往英国建造的战列舰完全不同，在英国被称为“超级无畏级”战列舰，并成为后续英国超级无畏舰乔治五世国王级战列舰、铁公爵级战列舰的设计蓝本（也被称为1909型战列舰）。为保持英国海军在火力方面的优势地位，安装10门新的13.5英寸口径主炮取代原先的12英寸口径，并用更重的炮弹。之前的12英寸/50倍口径长身管的主炮存在散布大以及相当大的烧蚀的问题。首次在英国皇家海军无畏舰上采用主炮塔全部沿舰体纵向中轴线布置的形式，5座双联装主炮主炮塔，炮塔舰体艏艉呈背负式各布置两座，舯部一座，便于全部主炮发扬同舷侧射火力。獵戶座级进一步加强了要害区域的防御装甲。为控制重量，獵戶座级取消了以往英国战列舰标志性的后部主桅杆，相比后续的英国超级无畏舰前部主桅截然不同的置于前烟囱之后。
1912年英国皇家海军在雷神号战列舰上首次安装了中央火力控制系统，由皇家海军军官珀西·斯科特爵士发明的射击指挥仪安装在主桅杆的平台上。在主炮齐射时可以集中观测校正弹着点、统一解算射击诸元，火炮根据指令调整方向对准目标变得相对容易，命中率成倍提高。

## 服役历程
在第一次世界大战中，獵戶座级战列舰被编入第二战列舰队第二分队参加了日德兰海战，战争结束后根据《华盛顿海军条约》的规定而报废。其中君主号担任了炮击和轰炸的目标靶舰，雷神号曾作为训练舰从1922年至1926年报废。

## 性能数据
- 排水量：标准排水量22200 吨；满载排水量25870吨
- 外形尺寸（长/宽/吃水）：177米/27米/8.2米
- 动力：27000马力，航速：21节。续航力：6,730海里/10节。
- 武备：10门双联装13.5英寸/45倍径主炮，16门4英寸/50倍径副炮，3座21英寸水下鱼雷管。
- 装甲：主装甲带（最大）12英寸，炮塔（正面）11英寸，炮座10英寸，指挥塔11英寸。
- 舰员：752人

## 同级舰
| 舰名                   | 建造商              | 下水          | 服役          |
| ---------------------- | ------------------- | ------------- | ------------- |
| 獵戶座号 HMS Orion     | 樸次茅斯海軍基地    | 1910年8月20日 | 1912年1月2日  |
| 君主号 HMS Monarch     | 阿姆斯特朗-惠特沃斯 | 1911年3月30日 | 1912年4月27日 |
| 征服者号 HMS Conqueror | William Beardmore   | 1911年5月1日  | 1912年12月1日 |
| 雷神号 HMS Thunderer   | Thames Ironworks    | 1911年2月1日  | 1912年6月15日 |